# 앤썸 (R&B 그룹)
앤썸(Anthem)은 대한민국의 4인조 R&B 그룹이다.

## 개요
김진석, 나얼, 김건, 성민으로 이루어진 남성 그룹이다. 1998년 SBS 신세대 가요제 대상을 수상하여 이듬해 1집 앨범 《Anthem》으로 데뷔하였으나, 흥행에는 실패했다. 그 이후로 앤썸이라는 그룹의 이름으로 더 이상 음악 활동을 하고 있지는 않다.

### 그룹 '앤썸'의 뜻
《이소라의 프로포즈》에 출연해 그룹 뜻과 관련된 질문을 이소라가 하자 성가대에서 만난 인연으로 찬가라는 의미를 담아 지었다고 설명하였다.

### 근황
현재 나얼은 윤건과 함께 브라운 아이즈 활동을 겸하다가, 지금까지는 정엽, 영준, 성훈과 함께 브라운 아이드 소울 활동을 병행중이며 김진석은 발라드 그룹 포레스트로 활동했으며 김건은 영화배우로 활동했다. 성민은 현재 K리그 FC 서울의 구단직원으로 재직중이다.